# 内守谷町きぬの里

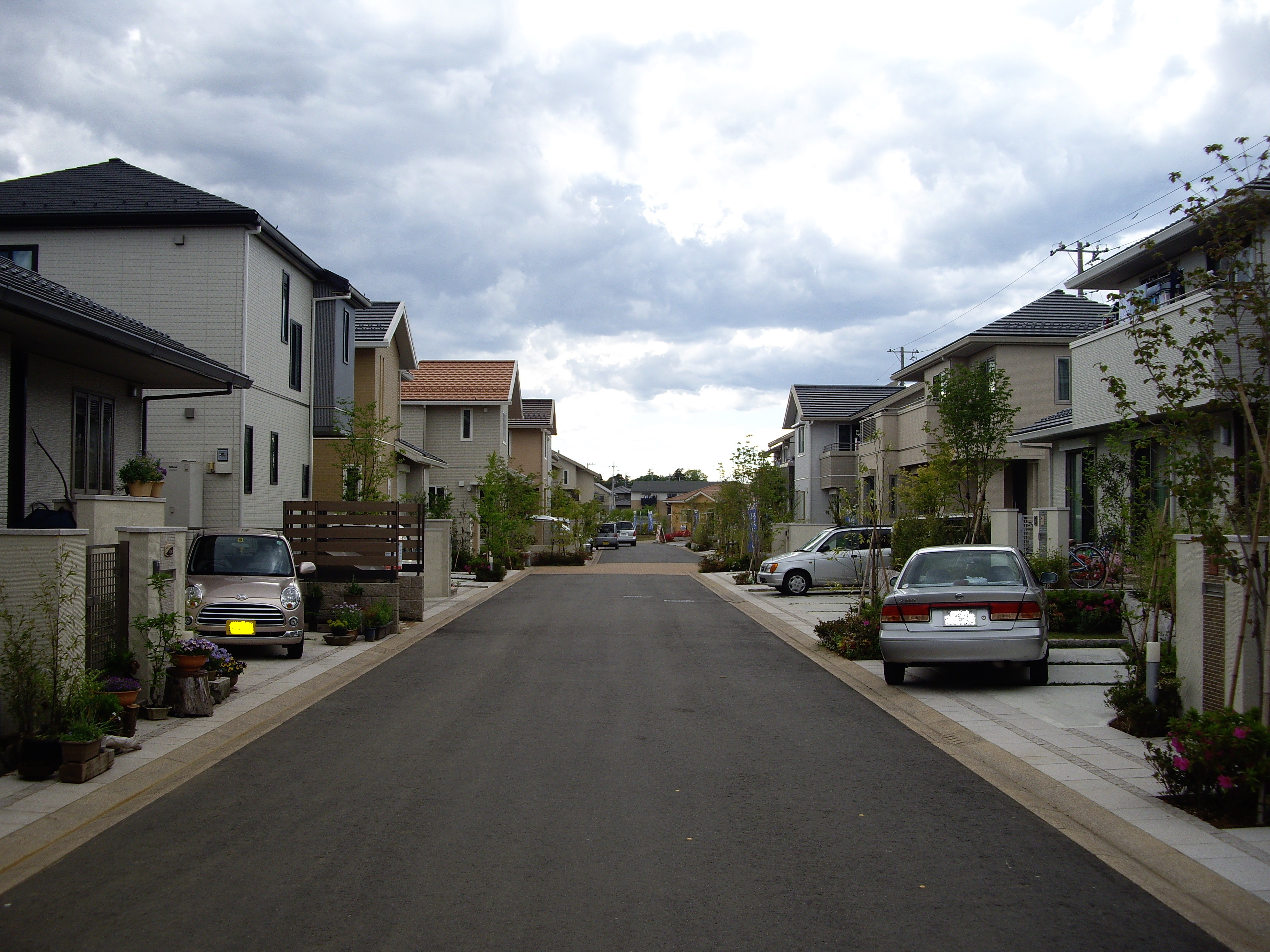
内守谷町きぬの里二丁目

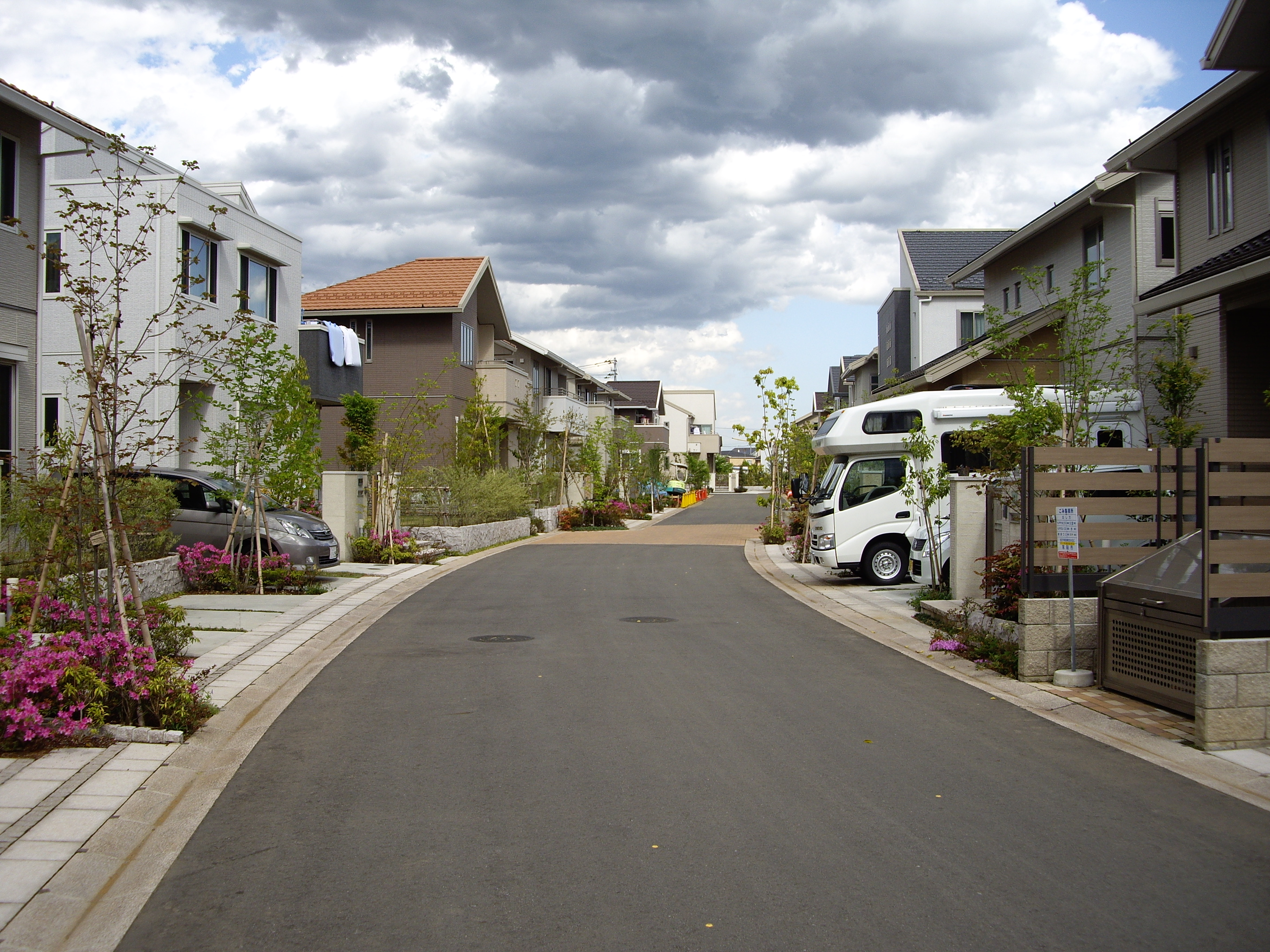
内守谷町きぬの里二丁目（2）

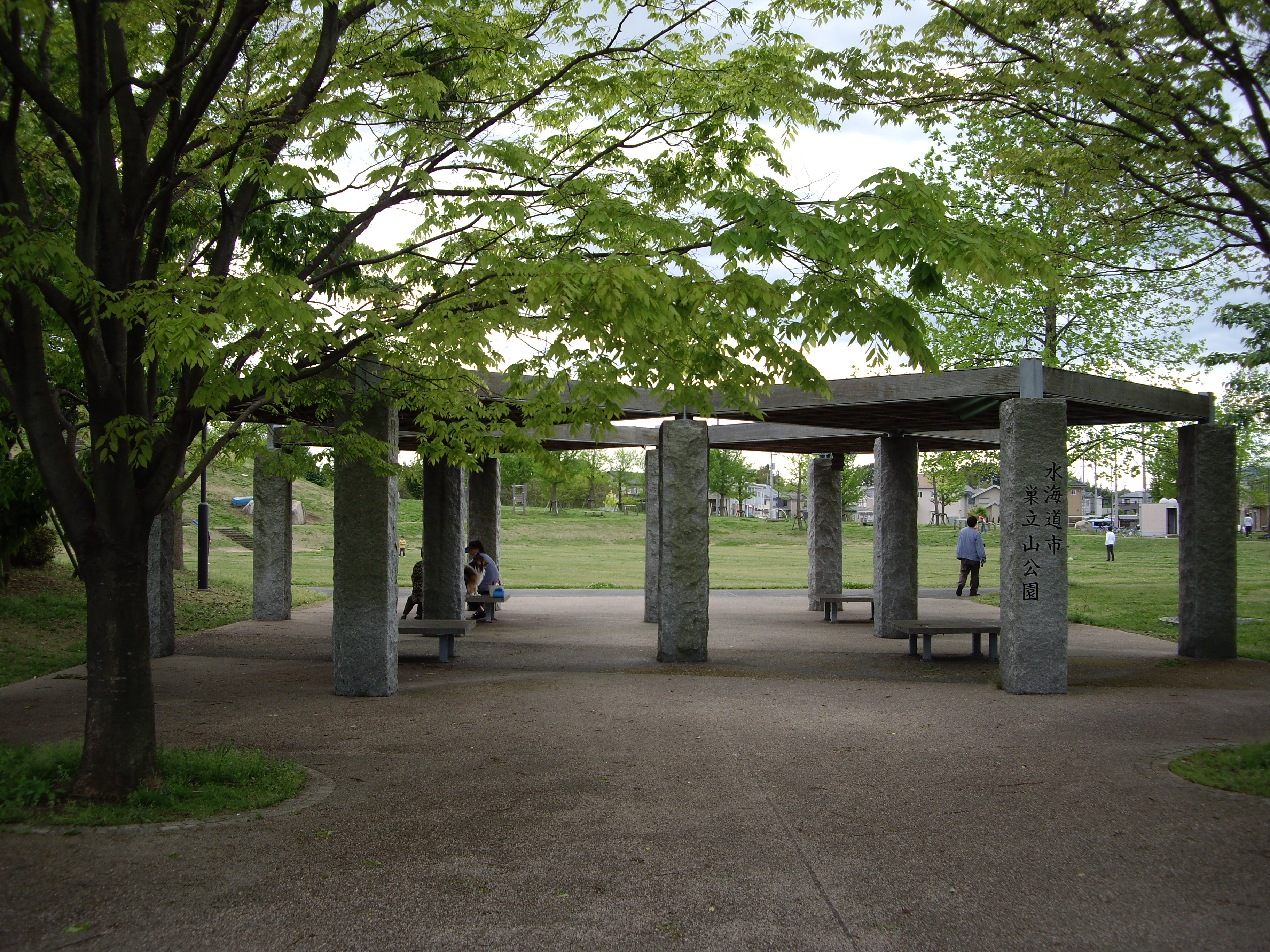
巣立山公園

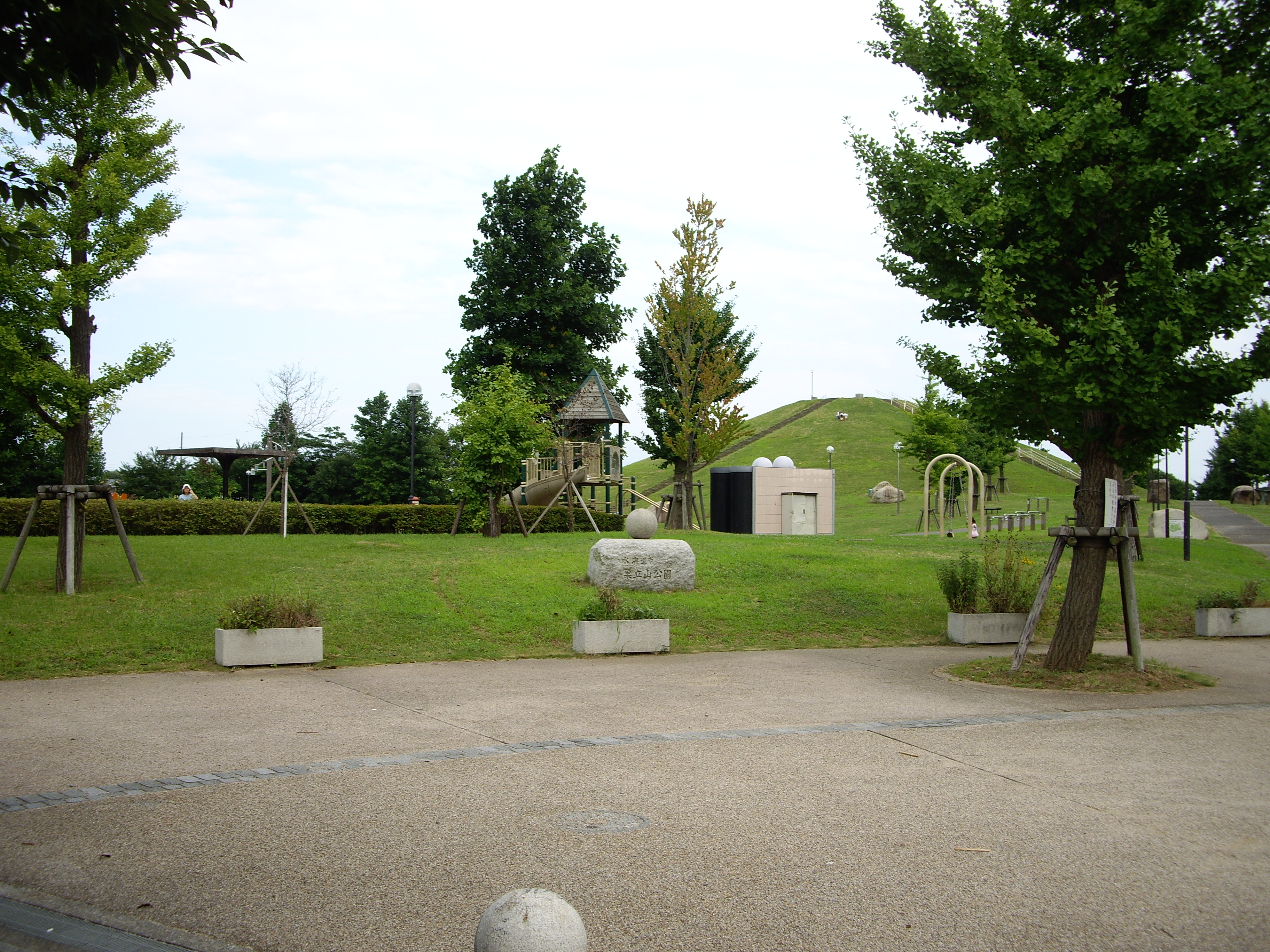
巣立山公園（2）

内守谷町きぬの里（うちもりやまちきぬのさと）は、茨城県常総市の地名。一丁目から三丁目まである。2003年（平成15年）に内守谷町から新設された。郵便番号は303-0046。当地域の人口は667人（2007年4月1日現在、常駐人口調査による。常総市調べ）。

## 地理
常総市南西部に位置し、全域が常総ニュータウンきぬの里地区である。常総ニュータウンの街びらきが行われている地区では一番新しく、開発途上である。地域の中央をしらかし通り、南部をさくら通りが通り、地域内は戸建が中心の住宅街となっている。しらかし通り以北と、地域の西端は工業地となっている。また、住宅地の緑化に関する｢きぬの里・花のまちづくり協定｣が結ばれている。
最寄駅は900m〜1500mに位置するつくばみらい市の小絹駅となる。また、路線バスも常総市の他地域を通らずに守谷駅へ向かうなど常総市役所や水海道駅などがある常総市中心部との繋がりがほとんどなく、生活圏も常総ニュータウンとして隣接するつくばみらい市や守谷市との繋がりが強い傾向がある。しかし、そのような立地にある為、小学校、中学校、市役所、図書館など、つくばみらい市や守谷市の施設よりも、常総市の施設の方がほぼ全てにおいて遠方に位置する。
東・西・南・北共に内守谷町に接し、近隣には常総ニュータウン絹の台、北守谷（御所ケ丘、久保ケ丘、松前台、薬師台）がある。

## 歴史
元は内守谷町鹿小路（かなこうじ）・鹿口大作（かなこうじおおさく）・須立山・玉台・溜井・長之入の一部で、全域が農地となっていた。地域の北東部から西部にかけては谷津田で、その他は台地となっていたが、常総ニュータウンの開発によって現在はほぼ平坦な地域となっている。

### 地名の由来
従前の地名である「内守谷町」と常総ニュータウンの地区名「きぬの里」を合わせて作られた。また、｢きぬの里｣は、鬼怒川畔の街であること、独自性があって読みやすいことから作られた名称である。

### 沿革
- 2003年（平成15年） 内守谷町より内守谷町きぬの里一丁目〜三丁目を新設。

### 町名の変遷
| 実施後                 | 実施年月日 | 実施前（各町名ともその一部）                           |
| ---------------------- | ---------- | ------------------------------------------------------ |
| 内守谷町きぬの里一丁目 | 2003年     | 内守谷町字鹿小路・鹿口大作・須立山・玉台・溜井・長之入 |
| 内守谷町きぬの里二丁目 | 2003年     | 内守谷町字鹿小路・鹿口大作・須立山・玉台・溜井・長之入 |
| 内守谷町きぬの里三丁目 | 2003年     | 内守谷町字鹿小路・鹿口大作・須立山・玉台・溜井・長之入 |

## 世帯数と人口
2017年（平成29年）4月1日現在の世帯数と人口は以下の通りである。
| 丁目                   | 世帯数    | 人口    |
| ---------------------- | --------- | ------- |
| 内守谷町きぬの里一丁目 | 138世帯   | 276人   |
| 内守谷町きぬの里二丁目 | 313世帯   | 709人   |
| 内守谷町きぬの里三丁目 | 661世帯   | 1,834人 |
| 計                     | 1,112世帯 | 2,819人 |

## 交通
首都圏新都市鉄道つくばエクスプレス・関東鉄道常総線守谷駅を結ぶ路線バスが地域内を走っている。

### 一般路線バス
地域内にはさくら通り沿いに東から「きぬの里二丁目」「巣立山公園」「きぬの里中央」「きぬの里三丁目」「そよそよ公園」「きぬの里」の各停留所がある。
| 系統 | 主要経由地                                                       | 行先                               | 運行会社      |
| ---- | ---------------------------------------------------------------- | ---------------------------------- | ------------- |
| 急行 | きぬの里中央・自然博物館入口・岩井局前                           | 岩井バスターミナル                 | ■関鉄（守谷） |
|      | きぬの里中央                                                     | きぬの里                           | ■関鉄（守谷） |
|      | きぬの里中央                                                     | 内守谷工業団地                     | ■関鉄（守谷） |
|      | きぬの里中央                                                     | ミュージアムパーク茨城県自然博物館 | ■関鉄（守谷） |
|      | きぬの里中央・せせらぎの小路・御所ケ丘小入口・関東鉄道守谷営業所 | 守谷駅西口                         | ■関鉄（守谷） |

これ以外に、きぬの里地区には常総市主体で運行する「きぬの里地域促進バス」が運行され、絹西小学校へ通学する児童が利用できるが、乗車には事前の申請が必要であり、一般客は乗車できない。

## 小・中学校の学区
市立小・中学校に通う場合、学区は以下の通りとなる。
| 丁目                   | 番地 | 小学校     | 中学校         |
| ---------------------- | ---- | ---------- | -------------- |
| 内守谷町きぬの里一丁目 | 全域 | 絹西小学校 | 水海道西中学校 |
| 内守谷町きぬの里二丁目 | 全域 | 絹西小学校 | 水海道西中学校 |
| 内守谷町きぬの里三丁目 | 全域 | 絹西小学校 | 水海道西中学校 |

地域の東部から約400mの場所に小絹小学校、小絹中学校があるが、つくばみらい市立の学校であるので当地域から通うことは不可能である。絹西小学校は2.2km、水海道西中学校は4.9kmもあり、中学校に至ってはつくばみらい市だけでなく、さらに先の守谷市の御所ケ丘中学校や、守谷中学校より遠いという状況にある。しかし、内守谷町きぬの里町内には中学校用地は設けられていなく、常総市南西部に学校を新設する計画も存在しない。

## 施設
- 巣立山公園 - 近隣公園
- ぴかぴか公園
- ゆらゆら公園
- くるくる公園
- そよそよ公園
- KASUMIきぬの里店 - 内守谷町きぬの里二丁目23番地2